# Maceo Pinkard
Maceo Pinkard, född 27 juni 1897 i Bluefield, West Virginia, död 21 juli 1962 i New York, var en amerikansk kompositör och sångtextförfattare. Han har bland annat skrivit jazzstandarden "Sweet Georgia Brown".